# Laurent Lefèvre
Pour les articles homonymes, voir Lefèvre.

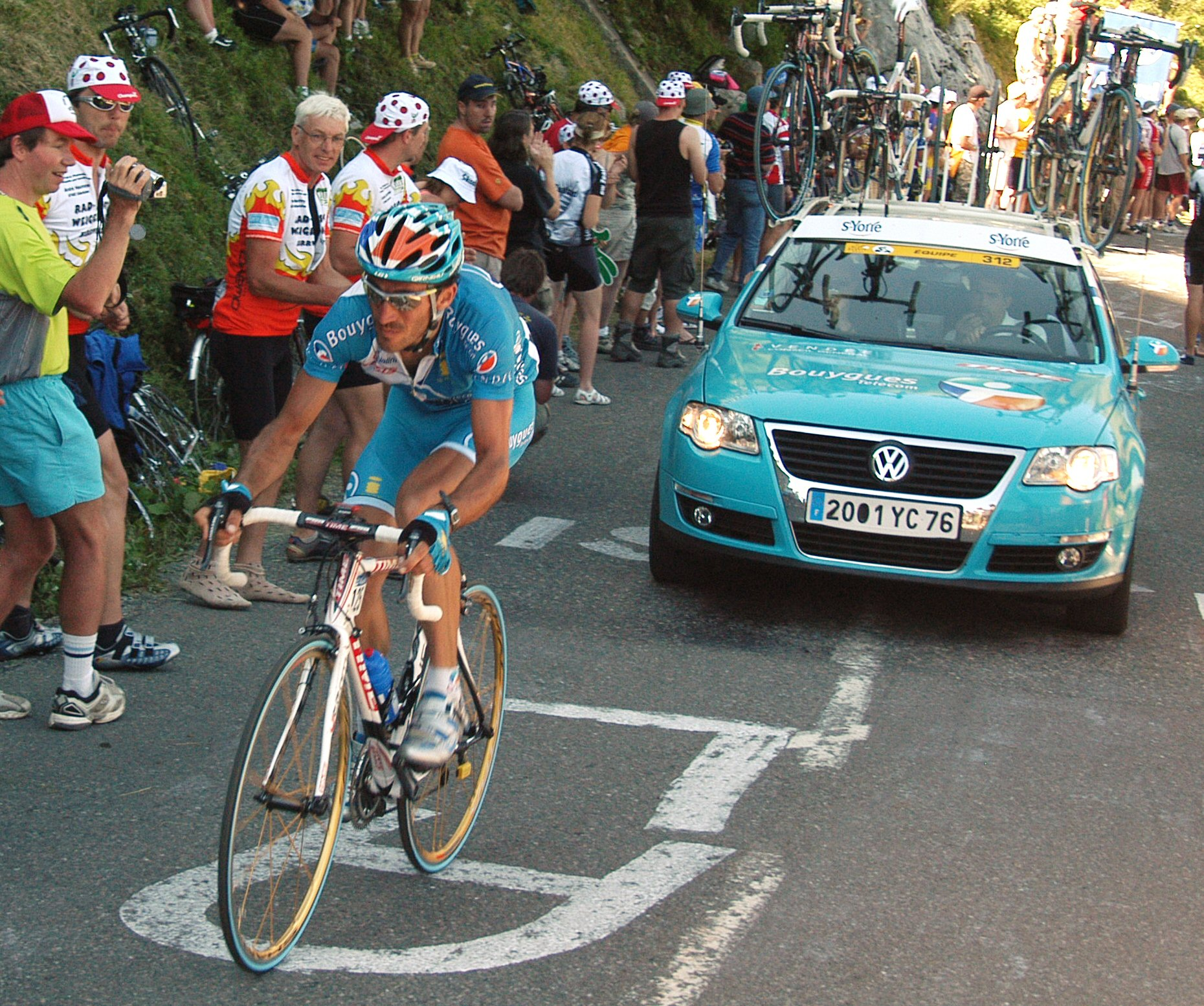
Laurent Lefèvre dans l'ascension du col de la Colombière durant le Tour de France 2007

Laurent Lefèvre (né le 2 juillet 1976 à Maubeuge, Nord) est un coureur cycliste français, professionnel de 1997 à 2010.

## Biographie
Il commence sa carrière en 1997 en compagnie de son frère David Lefèvre qui arrête sa carrière en 2003 pour devenir son soigneur. Il est également le cousin d'Olivier Bonnaire ancien coureur cycliste et de Marion Rousse championne de France sur route en 2012. Il est connu pour être un bon puncheur-grimpeur. Non conservé au sein de l'équipe Bouygues Telecom, il met un terme à sa carrière sportive à l'issue de la saison 2010.
Lefèvre est considéré comme un coureur ayant refusé le dopage. 

## Palmarès sur route

### Palmarès amateur
- 1993
  - Tour de Lorraine juniors
  - 3e du Grand Prix Rüebliland
- 1994
  - Classement général du Loire-Atlantique Espoirs
  - Flèche maratoise :
    - Classement général
    - 1re étape (contre-la-montre)

  -  Médaillé d'argent du championnat du monde sur route juniors
  - 3e du Trophée Centre Morbihan
  -  Médaillé de bronze du championnat du monde du contre-la-montre juniors
- 1995
  - Ronde de l'Oise
  - 2e de la Boucle de l'Artois
  - 2e de la Flèche ardennaise

### Palmarès professionnel
- 1997
  - 3e étape du Tour du Chili
  - Prueba Villafranca de Ordizia
- 2002
  - Grand Prix de Villers-Cotterêts
  - À travers le Morbihan
  - 3e du championnat de France du contre-la-montre
- 2003
  - 5e étape du Tour de Bavière
  - 5e étape du Critérium du Dauphiné libéré
  - 2e du Tour du Limousin
  - 3e de Cholet-Pays de Loire
- 2007
  - 2e des Quatre Jours de Dunkerque

## Résultats sur les grands tours

### Tour de France
10 participations
- 1999 : 88e
- 2000 : abandon (10e étape)
- 2002 : 34e
- 2003 : 65e
- 2004 : non-partant (17e étape)
- 2005 : 117e
- 2006 : 38e
- 2007 : 58e
- 2008 : 86e
- 2009 : 42e

### Tour d'Italie
2 participations
- 2005 : 35e
- 2006 : 50e

### Tour d'Espagne
1 participation
- 2009 : abandon (9e étape)

## Classements mondiaux
| Année                  | 2007 | 2008 | 2009 | 2010 |
| ---------------------- | ---- | ---- | ---- | ---- |
| Classement ProTour     | 191e |      |      |      |
| Calendrier mondial UCI |      |      | 168e |      |
| UCI Europe Tour        |      |      |      | 917e |

## Palmarès en cyclo-cross
- 1995-1996
  - 2e du championnat de France de cyclo-cross espoirs